# Harddance
Harddance is een verzamelnaam voor een aantal harde elektronische muziekgenres, die niet tot de hardcore behoren, volgens zogenaamde experts. Enkele voorbeelden hardhouse, hard NRG, hardtrance, jump en hardstyle. Het bpm gaat van 140 tot 180, met een 4/4 maat.
Harddance is vaak underground en het scheurt zich af van de populaire Britse dance-pop